# Аполлоний (сын Харина)
Аполлоний (др.-греч. Απολλώνιος; IV век до н. э.) — македонский правитель Ливии.

## Биография
После того как Александр Македонский в 332 году до н. э. без боя овладел Египтом и прилегающими к нему территориями, он существенно реорганизовал местную систему управления, стремясь при этом не допустить сосредоточения административных функций в стратегически и экономически важном регионе в одних руках. Часть властных полномочий была передана македонянам, а часть — «варварам».
В особые округа были преобразованы некоторые приграничные районы. Правителем расположенной на северо—западе «Ливии» был назначен Аполлоний, сын Харина, по всей видимости, грек по происхождению. При этом главным экономическим администратором был назначен Клеомен, которому в финансовом плане подчинялись остальные гражданские управленцы региона. Также Аполлоний изначально стал, по выражению Ладынина И. А., администратором района Александрии. Однако впоследствии эти полномочия были закреплены за Клеоменом, что могло произойти вследствие его интриг.
О дальнейшей судьбе Аполлония исторические источники не сообщают.